# Headshot
| exempelikon |

Headshot (engelska för ”huvudskott”), kort hs, i mindre utsträckning skallskott (även inom jakt), är en datorspelsterm som traditionellt används inom skjutspel, främst förstapersonsskjutare och tredjepersonsskjutare, för att beskriva huvudträffar (träff i huvudet) med skjutvapen mot spelfigurer som i regel gör extra skada gentemot kroppsträffar etc. Den ökade skadan i skallskott är en belöning för god precision och är åtråvärd då ökningen ofta är den maximalt möjliga skadan per skott, vanligen högt nog att omedelbart döda målet.